# Davide Casarotto
Davide Casarotto (Vicenza, Vèneto, 19 de julio de 1971) es un ciclista italiano que fue profesional entre 1996 y 2003. En su palmarés destacan algunas victorias de etapa en carreras de una semana y la Clásica de Sabiñánigo de 2000. El 1997 acabó en quinta posición final en la París-Roubaix y al Tour de Flandes.

## Palmarés
1995
- Giro de Oro
- Vicenza-Bionde

1996
- Gran Premio della Liberazione

1997
- 1 etapa de la Tirreno-Adriático

2000
- Clásica de Sabiñánigo
- 1 etapa de la Vuelta a Alemania

2001
- Gran Premio de la Villa de Rennes
- 1 etapa de la Vuelta a Aragón

2002
- 1 etapa de la Vuelta a Baviera

## Resultados en Grandes Vueltas
| Carrera | Carrera         | 1996 | 1997  | 1998 | 1999 | 2000 | 2001 | 2002  | 2003 |
| ------- | --------------- | ---- | ----- | ---- | ---- | ---- | ---- | ----- | ---- |
|         | Giro de Italia  | 65.º | —     | Ab.  | Ab.  | —    | 96.º | —     | —    |
|         | Tour de Francia | —    | —     | —    | —    | —    | —    | 149.º | —    |
|         | Vuelta a España | Ab.  | 108.º | —    | —    | —    | Ab.  | —     | —    |

—: no participa

Ab.: abandono